# 曾纪泽墓
曾纪泽墓坐落在中国湖南省长沙市望城区雷锋镇牌楼坝村，是清朝外交家、曾国藩之子曾纪泽的墓。
2019年，曾纪泽墓被列为湖南省第十批省级文物保护单位。

## 沿革
1958年，当地修建牌楼坝水库，尽取墓地花岗石构件作为筑坝材料，墓葬受到严重损坏并遭盗掘。
曾纪泽墓对面山上的曾纪泽夫人刘氏墓，毁于1958年当地修水库。

## 规制
墓葬遵循了清代侯爵制度，兼具湖南本土特色。墓地坐东朝西，呈半环形布局，占地面积约3000平方米。原始墓葬包括墓冢、墓围、墓碑、拜台、石阙、神道、石像生组群、墓庐和龟背石石碑等，规模宏大。墓冢采用糯米混瓷浇筑，而其他建筑则使用花岗石材质。